# Strigoplus netravati
Strigoplus netravati là một loài nhện trong họ Thomisidae.
Loài này thuộc chi Strigoplus. Strigoplus netravati được Benoy Krishna Tikader miêu tả năm 1963.